# Aumagne
 Aumagne  es una población y comuna francesa, en la región de Poitou-Charentes, departamento de Charente Marítimo, en el distrito de Saint-Jean-d'Angély y cantón de Saint-Hilaire-de-Villefranche.

## Demografía
| 827 | 737 | 636 | 642 | 634 | 610 |
| Para los censos de 1962 a 1999 la población legal corresponde a la población sin duplicidades (Fuente: INSEE [Consultar]) |     |     |     |     |     |